# Kuniya Daini
Kuniya Daini (n. 12 octombrie 1944, Kobe, Japonia) este un fost fotbalist japonez.

## Statistici
| Japonia | Japonia | Japonia |
| An      | Meciuri | Goluri  |
| ------- | ------- | ------- |
| 1972    | 6       | 0       |
| 1973    | 4       | 0       |
| 1974    | 7       | 0       |
| 1975    | 12      | 0       |
| 1976    | 15      | 0       |
| Total   | 44      | 0       |